# Bangladeschische Badmintonmeisterschaft 2000
Die Bangladeschische Badmintonmeisterschaft 2000 war die 23. Austragung der nationalen Titelkämpfe im Badminton in Bangladesch.

## Sieger und Finalisten
| Disziplin    | Gold                                             | Silber                                    |
| ------------ | ------------------------------------------------ | ----------------------------------------- |
| Herreneinzel | Mostofa Mahmmad Jabed (Biman)                    | Mahbubur Rob (Biman)                      |
| Dameneinzel  | Alina Begum (Biman)                              | Ayesha Khatun Nuri (Biman)                |
| Herrendoppel | Mahbubur Rob Sarwar Hossain (Biman)              | Abdullah Al-Masrafi Ullash (Bogura)       |
| Damendoppel  | Konika Rani Adhikary Sharmin Akthar Momo (Biman) | Alina Begum Ayesha Khatun Nuri (Biman)    |
| Mixed        | Kazi Hasinur Rahman Shakil Alina Begum (Biman)   | Mahbubur Rob Konika Rani Adhikary (Biman) |